# Атьминский
Атьминский — посёлок в Ромодановском районе Мордовии. Входит в состав Набережного сельского поселения.

## География
Расположен на реке Большая Атьма.

## История
Основан в 1924 году переселенцами из села Евлашево. По данным на 1931 г. посёлок Атьма входил в состав Евлашевского сельсовета и состоял из 17 дворов.

## Население
| 2002 | 2010 |
| ---- | ---- |
| 17   | ↘16  |